# Dramentheorie
Dramentheorien (griechisch: δρãμα dráma „Handlung“, θεωρία theõría „Sehen, Betrachtung“) beschäftigen sich mit der Frage, was für ein Drama charakteristisch ist. Das Drama wird dabei als eine Kunstform begriffen, in der eine schriftlich fixierte Vorlage zum Ausgangspunkt einer Aufführung wird.
Im Gegensatz zu den Gattungen der Lyrik und Epik, in denen es um von Texten eröffnete Vorstellungsräume in der Imagination des Lesers geht, beansprucht das Drama die sinnliche Wahrnehmung eines Publikums während der Aufführung.
Dramentheorien wurden seit der Antike von Autoren oder Dramaturgen aufgestellt. Manchmal versuchen sie, bestehende Dramen induktiv nach Gemeinsamkeiten zu ordnen oder gegenüber anderen Dramen zu rechtfertigen, manchmal sind sie auch als Programm für künftige Dramen mit ethischen oder politischen Zielen oder als Anleitung für die Konstruktion „guter“ Dramen gemeint.
Da die heutige Dramentheorie ihren Gegenstand als „plurimediale Darstellungsform“ begreift, die nur im Zusammenhang von Text und Aufführung ihre volle Wirkung entfaltet, geht sie über die reine Textanalyse des Dramentextes hinaus, die sich im Wesentlichen auf die Deutung und Auslegung des Textsubstrats beschränkt.

## Begriff
Das Drama war in der Antike, und wiederum seit der Renaissance bis etwa 1900, die angesehenste Gattung der Dichtung, wenn es auch der Roman in seiner öffentlichen Bedeutung zunehmend übertraf. Daher gab es beständig Diskussionen darüber, was dieses Angesehene ausmacht und vom weniger Angesehenen unterscheidet. So wurden in den Dramentheorien oft die schriftstellerische Qualität und der soziale Rang eines Dramas miteinander in Übereinstimmung zu bringen versucht oder gegeneinander ausgespielt. Dies betrifft vor allem die traditionelle Unterscheidung zwischen Tragödie und Komödie. Seit dem späteren 18. Jahrhundert ist auch der kommerzielle Erfolg ein Grund für positive oder negative Bewertung. In diesem Zusammenhang trennte sich das privatwirtschaftliche Volksstück vom höfischen Drama.
Weiterhin spielen Rivalitäten zwischen der Oper und dem Schauspiel für Dramentheorien vom 17. bis zum 19. Jahrhundert eine Rolle, indem sowohl die Oper als auch das Schauspiel gelegentlich als das eigentliche Drama bezeichnet wurden. Seit dem 20. Jahrhundert wurde zunehmend auch der (Fiction-)Film als das eigentliche oder gegenüber den Bühnendramen aktuellere Drama dargestellt (siehe Filmtheorie).
Die vorderhand sozialen Unterscheidungen zwischen den Formen dramatischer Darstellung versuchte Gustav Freytag im 19. Jahrhundert durch eine neutraler wirkende Abgrenzung zwischen „geschlossener und offener Form“ zu ersetzen. Dies kam einer Zeit der werkimmanenten Interpretation seit etwa 1950 wiederum entgegen, die sich um eine Fokussierung der Dramentheorien auf „Inhalte“ bemühte. Mittlerweile werden die historischen Dramentheorien wieder als soziale und politische Äußerungen – mit dem Ziel, sich abzugrenzen oder eigene Geltung zu behaupten – zu verstehen versucht.
In der Theatertheorie der letzten Jahrzehnte hat die Auffassung an Einfluss gewonnen, Theater nicht in erster Linie als Drama zu sehen (siehe Performativität, Postdramatisches Theater). Die politisch-soziale Bedeutung der Dramentheorien ist seit dem Ende des 20. Jahrhunderts durch Medientheorien und Medienkritik abgelöst worden.
In der Fortführung des regelpoetischen Ansatzes von Horaz, der bis zu Gottsched (Versuch einer Critischen Dichtkunst vor die Deutschen, 1730) und Freytag (Die Technik des Dramas, 1863, siehe unten) dazu diente, normative Gesetze für den Dramentext zu formulieren und die Fünfteilung zum Gestaltungsprinzip des Dramas erhob, hat sich die klassische Einteilung des Dramas in fünf Akte eingebürgert, von der zunächst in der Dramentheorie bei Aristoteles noch nicht die Rede war. Erst zu Beginn des 20. Jahrhunderts setzte sich mehr und mehr die Einsicht durch, dass eine normative Regelpoetik, wie sie in der Tradition von Horaz entwickelt wurde, den vielfältigen Dramenformen nicht gerecht wird und an ihre Stelle eine deskriptive Dramentheorie treten muss, die die Gesetzmäßigkeiten des einzelnen Dramas analytisch bestimmt.

## Antike

### Aristoteles
Weil der antike Philosoph Platon die Dichtung allgemein als staatsgefährdend dargestellt hatte (Politeia), versuchte sein Schüler Aristoteles (384–322 v. Chr.) diese Verurteilung abzuschwächen und das Drama, das in der Kultur Athens einen großen (politischen und religiösen) Stellenwert hatte, zu rechtfertigen. Die erhaltenen Teile seiner Poetik (335 v. Chr.) befassen sich mit der Tragödie, die seiner Meinung nach die besseren Menschen auf die Bühne brachte als die Komödie. Seine Ausführungen zur Komödie sind nicht erhalten.
Im Gegensatz zum Epos soll in der Tragödie die Nachahmung einer Handlung („Mimesis“) in Form von (direkter) Rede dargebracht und dabei gehandelt werden. Es beschränkt sich nicht auf die Schilderung von Charakteren. Es soll nicht etwas Statisches wiedergeben, sondern etwas Bewegtes, und dies wird gespielt und nicht erzählt. Die szenische Darstellung einer tragischen Handlung, in der Großes gestürzt und Niedriges erhöht wird, soll Jammern („Eleos“) und Schaudern („Phobos“) beim Zuschauer auslösen. Dies ist für Aristoteles nicht verwerflich, weil die Entladung angestauter Spannung im Zuschauer durch die Freisetzung starker Gefühle eine Reinigung („Katharsis“) von starken Affekten bewirke und so zur inneren Zufriedenheit, der Eudamonia beitrage. Theater könne derart zu den guten Sitten beitragen statt sie zu zerstören, wie Platon behauptete.
Des Weiteren fordert Aristoteles für das Drama die Einheiten der Zeit (Handlungsablauf innerhalb eines Sonnenumlaufs, also 24 Stunden) und der Handlung (nicht viele Nebenhandlungen wie im Epos). Laut Aristoteles soll ein Theaterstück eine abgeschlossene Haupthandlung aufweisen, die einen Anfang, einen Mittelteil und ein Ende hat. Aufgrund der Bühnenverhältnisse in der französischen Klassik wurde diesen Einheiten im 17. Jahrhundert noch eine Einheit des Ortes hinzugefügt (siehe „Drei Aristotelische Einheiten“), die nicht auf Aristoteles zurückgeht.
Weitere Begriffe, die von Aristoteles’ Poetik ausgehen, sind das Wiedererkennen auf dem Höhepunkt der Handlung (Anagnorisis) und die darauf folgende Peripetie als radikaler Umschwung zwischen Glück und Unglück.
Viele Autoren waren bis ins 19. Jahrhundert bestrebt, ihre Dramen durch die Übereinstimmung mit den aristotelischen Kriterien zu legitimieren. Bis in die heutige Zeit beruhen die meisten Dramentheorien auf der Auseinandersetzung mit der aristotelischen Theorie. Allerdings gab und gibt es zahlreiche Typen des Dramas, die weder der Aristotelischen Dramenform entsprechen noch auf irgendwelche anderen Theorien Bezug nehmen. So häufen sich seit Beginn des 20. Jahrhunderts Formexperimente mit der klassischen Form des Dramas.

### Horaz
Der römische Dichter Horaz (65–8 v. Chr.) kommt in seiner Ars poetica (in den Epistolae ad Pisones, ab 13 v. Chr.) auf das Drama zu sprechen. Zu seiner Zeit hatte es den religiösen Stellenwert verloren, den es für die griechischen Stadtstaaten besessen hatte. Horaz hielt daher eine Verbindung des Angenehmen mit dem Nützlichen für den Sinn des Dramas. Die römische Komödie war eine allgemein beliebte Art der Unterhaltung, während die Tragödie noch am ehesten in den (geschlossenen) Veranstaltungen einer Oberschicht gegenwärtig war. Daher deutet Horaz die Unterscheidung zwischen Komödie und Tragödie als eine soziale (zwischen einer niederen und einer höheren Gattung), während Aristoteles nur von guten und schlechten Charakteren und Handlungen spricht. Dies ergab in der Neuzeit erhebliches Konfliktpotenzial.

## Mittelalter und Humanismus
Die Schrift De spectaculis des Kirchenvaters Tertullian (ca. 150–220) propagiert die Abschaffung des Theaters als Verfallserscheinung der antiken Kultur, und während der Bücherverluste in der Spätantike ereignet sich die Vernichtung vieler antiker Dramen und Schriften über das Theater. Bis zu Liutprand von Cremona (10. Jahrhundert) zeigt sich eine äußerst ablehnende Haltung vor allem der Westkirche gegenüber dem Theater. Nach dieser längeren theater- oder zumindest überlieferungsfreien Zeit entwickelt sich im Hochmittelalter aus geistlichen Spielen ein städtisches Volkstheater ohne parallele Theoriebildung.
Die Disziplinierung und Eingrenzung dieser Tradition in der Zeit der Reformation und Gegenreformation läuft parallel zu einer humanistischen Theoriebildung, die im Unterschied zum „regellosen“ Volkstheater Idealbilder eines höfischen und sittlichen Theaters entwirft, das sich an der Antike orientiert. Julius Caesar Scaliger versucht in seinen 1561 erschienenen Poetices libri septem eine renaissancetypische Versöhnung von platonischer und aristotelischer Poetik, die neben Einflüssen auf das Elisabethanische Theater oder das Jesuitentheater in die französische Klassik mündet. Am Pariser Hof entsteht das Bedürfnis, aus den klassischen Schriften abgeleitete Regeln und ihre Verletzungen auf der Theaterbühne zu diskutieren.

## „Klassik“

### Boileau
Der wichtigste Dramentheoretiker der französischen Klassik war Nicolas Boileau (1636–1711) mit seiner in Versen gehaltenen Schrift L’art poétique (1669–1674). Er formulierte die Forderungen der Hofgesellschaft während des Absolutismus an das Drama, das in diesem Rahmen zum barocken Regeldrama gemacht wurde. Das höfische Drama diente den Adligen als Verhaltensschule und als Diskussionsstoff über politische Ereignisse. Obwohl sich Boileau auf Aristoteles und Horaz beruft, wandelt er ihre Lehren stark ab. Weil sich das neue französische Drama mit Jean Racine oder Pierre Corneille gegenüber dem überaus populären englischen und spanischen Drama von Shakespeare oder Calderón behaupten musste, werden jene Autoren von Boileau als regellos und unvernünftig verurteilt.
Den Bedürfnissen der Hofgesellschaft entsprechend, sollte das Drama angenehm, nicht zu emotional und nicht zu belehrend sein. Heftig diskutiert wurden die sogenannte Ständeklausel (dass Bürgerliche sich nicht als tragische Figuren eigneten) oder die Bienséance (dass nichts Kreatürliches auf der Bühne dargestellt werden sollte wie Kämpfe, erotische Berührungen, Alter oder Essen). (Allerdings verstößt bereits Jean Racine mit seiner Tragödie Phèdre (1677) gegen das Gebot der Bienséance, ist doch deren Hauptfigur Sklave seiner eigenen Natur.)
Johann Christoph Gottsched versuchte diese Vorstellungen dem deutschsprachigen Bürgertum zu vermitteln, um ihm eine gesellschaftliche Aufwertung zu ermöglichen.

### Corneille
Pierre Corneille (1606–1684) legte seine theoretischen Ansichten in den Trois discours sur le poème dramatique (1660) nieder. Seine Dramentheorie ist im deutschen Sprachgebiet gegenwärtig, weil sie ausführlich von Lessing diskutiert wurde. Angesichts christlicher Kritik am antiken Drama, an welchem vor allem die Gnadenlosigkeit der antiken Tragik bemängelt wurde, war es Corneille wichtig, die Dramentheorie mit der christlichen Sittenlehre zu verbinden und zu zeigen, dass es hier keinen Widerspruch gebe.
Daher entwickelte Corneille seine Dramentheorie aus der Beschäftigung mit dem Märtyrer-Drama des Barocks. Diese Märtyrertragödien wiesen extrem polare Figurenkonstellationen auf: Einerseits waren sich die Helden ihres Heils so sicher, dass sie eigentlich gar nicht in eine Katastrophe gestürzt werden konnten. Andererseits waren ihre Gegenspieler dermaßen böse, dass der Untergang des Helden von vornherein für den Zuschauer voraussehbar wurde.
Diese Problematik führte Corneille zum Gedanken, dass die von Aristoteles geforderte Katharsis durch das Hervorrufen von Furcht und Mitleid als „Reinigung von Leidenschaften“ zu verstehen sei. Leidenschaft ist nach dem (religiösen) Verständnis der Zeit noch etwas Schlechtes. Deshalb konnte es noch keine Spannung oder überbordende Heiterkeit im Drama geben. Die Affekte treten auf, um vor ihnen zu warnen. Einerseits kann der Held ein Bösewicht sein, der durch seine Leidenschaften Angst und Schrecken verbreitet. Mit ihm empfindet der Zuschauer zwar kein Mitleid, kann sich jedoch vor dessen Leidenschaften fürchten. Andererseits kann der Held auch ein Heiliger und Märtyrer sein, der durch seine Tugend über allen Leidenschaften steht. Dieser wird vom Zuschauer bemitleidet und gleichzeitig auch für seine Erhabenheit bewundert. Somit erweitert Corneille das Affektpaar „Furcht und Mitleid“ (eine christliche Übersetzung von Phobos und Eleos), das den Zuschauer von seinen Leidenschaften reinigen soll, um einen dritten Affekt, nämlich die Bewunderung.

### Diderot
In den Jahren vor der Französischen Revolution wurden die Privilegien des Adels, die sich im Hoftheater spiegelten, in Frage gestellt. Die hoch angesehene Tragödie sollte nicht mehr dem Adel vorbehalten bleiben, und die Nichtadeligen sollten nicht mehr in der Komödie verlacht werden. Denis Diderot (1713–1784) entwarf in seinen Abhandlungen Entretiens sur le fils naturel (1757) und De la poésie dramatique (1758) eine Theorie des bürgerlichen Trauerspiels (er selbst nennt es genre sérieux), die großen Einfluss hatte und im deutschen Sprachgebiet etwa von Lessing übernommen wurde.

### Lessing
Für Gotthold Ephraim Lessing (1729–1781) spielte die Emanzipation des Dramas von der christlichen Sittenlehre nicht mehr die Hauptrolle wie noch für Corneille. Er forderte ein bürgerliches Drama und gab einer positiv bewerteten Leidenschaft auf der Bühne und im Zuschauerraum einen größeren Stellenwert. Lessing veröffentlichte seine Theorie in Form von regelmäßig erscheinenden Magazinen, der Hamburgischen Dramaturgie (1767) im Zusammenhang mit seiner Tätigkeit für die Hamburgische Entreprise.
Gustav Freytag erklärte später, Lessing habe eine „nationale Auffassung des dramatisch Schönen“ begründet. Der Begriff des Nationalen (wie in Nationaltheater) diente dazu, die Rivalitäten zwischen Bürgern und Adligen abzuschwächen oder zuzudecken. Daher ist die sozialkritische Komponente von Lessings Theorie seit dem 19. Jahrhundert heruntergespielt und eine national „deutsche“ hervorgehoben worden, auch in der kulturellen Rivalität zu Frankreich, das in der dramatischen Produktion nach wie vor führend war.
Wichtig war Lessing die Emanzipation des bürgerlichen Dramas vom Hoftheater, die in seiner Zeit geschah. Daher stand für ihn die Überwindung der Ständeklausel im Zentrum seines Bemühens, die sich seit der Renaissance als Abgrenzung zwischen „schlechten“ oder „hässlichen“ bürgerlichen und „guten“ oder „schönen“ adligen Theaterfiguren entwickelt hatte. Er kritisiert auch die eindimensionalen Charaktere des von Corneille verteidigten Märtyrerdramas, die aus seiner Sicht in ihrem unerschütterlichen Glauben und ihrer Gewissheit auf Erlösung die menschlichen Fähigkeiten bei weitem überschreiten und ihr Martyrium zu einer Selbstverständlichkeit machen.
Lessing fordert Charaktere, die nicht stereotyp und polar wirken, sondern die Vielfalt menschlicher Emotionen und Gedanken in sich vereinen, also ihrer gesellschaftlichen Stellung entsprechend nicht nur böse oder nur gut sind. Dadurch werden ihre Motive psychologisch begründbar und für den Zuschauer nachvollziehbar. Anstelle des zuvor im Mittelpunkt stehenden Verhältnisses zwischen Mensch und Gott und zwischen den Ständen wird nun der psychologische Prozess für den Handlungsverlauf ausschlaggebend.

„Ich frage nicht, ob ihn (den Zuschauer) der Poet so weit bringt, dass er diese Leidenschaft in der spielenden Person billiget, sondern ob er ihn so weit bringt, dass er diese Leidenschaften selbst fühlt, und nicht bloß fühlt, ein andrer fühle sie? (…) die Bestimmung der Tragödie ist diese: Sie soll unsre Fähigkeit, Mitleid zu fühlen, erweitern. (…) Der mitleidigste Mensch ist der beste Mensch.“

Aus diesem Zitat aus einem Brief Lessings an Moses Mendelssohn wird ersichtlich, dass Lessing die Aufgabe des Trauerspiels in der Verbesserung des Menschen sieht, indem dieser mitleiden „darf“. Das Mitleid als starke Emotion, die man auch als christliche Haltung ausgeben konnte, war in der Empfindsamkeit gesellschaftsfähig geworden und wurde auch als öffentliches Weinen zelebriert (siehe Rührstück). Mit diesem kreatürlichen Verhalten konnte man gegen die höfische Schicklichkeit revoltieren.
Eine ähnliche Aufgabe sichert Lessing der Komödie zu, die dem Publikum zur Fähigkeit verhelfen soll, Lächerliches leicht wahrzunehmen. Derjenige, der diese Fähigkeit besitzt, solle dadurch zu einem wohlerzogenen und gesitteten Menschen werden. Die höfische Komödie dagegen hielt den Bürgern ihre Lächerlichkeit vor, definierte das Lächerliche also nicht als allgemein-menschliche, sondern als soziale Eigenschaft.

### Schiller
Friedrich Schiller (1759–1805) bemühte sich wie Goethe um eine neue Klassik, die der Antike näher kommen sollte als die Französische Klassik. Gebundene Rede, didaktische Ziele und eine Vermeidung des „Gemeinen“ zu Gunsten des Poetischen lagen ihm am Herzen. Als 25-Jähriger versuchte er mit seiner Rede Die Schaubühne als eine moralische Anstalt betrachtet (1784) die Mitglieder der kurpfälzischen Tochter der Deutschen Gesellschaft für sich zu gewinnen. Ob die starke Betonung des Lehrhaften in dieser Rede Schillers Ansichten wirklich entsprach und wie weit sie auch für seine spätere Haltung zutrifft, ist umstritten.
In seinem Brief an Goethe vom 24. November 1797 erklärte Schiller, dass er die gebundene Rede im Drama für würdiger halte als die Prosa. In seiner Vorrede zu Die Braut von Messina (Über den Gebrauch des Chores in der Tragödie, 1803) verteidigte er den Chor in modernen Bühnenstücken und verurteilt die „Dürftigkeit“ der französischen Tragödien, die auf ihn verzichten und die Aristotelischen Einheiten im „gemeinsten empirischen Sinn“ verständen.

### Goethe
Für Johann Wolfgang von Goethe (1749–1832) war das bürgerliche Drama Realität geworden. Die Wanderbühnen hatten eine akzeptable „deutsche“ Schauspielkultur hervorgebracht, und es gab mittlerweile einige deutschsprachige Autoren von Bedeutung. Goethe brauchte sich nicht mehr so sehr gegenüber Kirche und Adel oder gegenüber der italienischen Oper und dem französischen Drama zu verteidigen, sondern bemühte sich um eine Aufweichung der Gegensätze. So versuchte er mit der Weimarer Klassik den antiken Figuren, Handlungen und höfischen Verhaltensregeln, die vom Theater der französischen Klassik herstammten, eine Schlichtheit zu verleihen, die zumindest er selbst als „natürlich“ (das heißt: nicht gesellschaftlich differenzierend) empfand. Die romanische und die deutsche Kultur sowie das Bürgertum und der Adel sollten dadurch versöhnt werden.
Allerdings wandte sich Goethe von dem von Aristoteles bis Lessing in verschiedensten Varianten geforderten Regeldrama ab. Er wollte die Fesseln der formalen Einheiten brechen und dem Beispiel William Shakespeares folgen, den er als eine Art naiven Dramatiker beschrieb (Shakespeare und kein Ende, 1813). Als Goethe seine antiken Figuren auf das kleine Weimarer Hoftheater brachte, hatte sich die Theaterwelt allerdings schon fast vollständig von den klassizistischen Stoffen und Deklamationsregeln abgewandt, die erst gegen Ende des 19. Jahrhunderts wieder modern wurden.

## 19. Jahrhundert

### Freytag
In der Reaktionsära war eine politisch-soziale Dramentheorie kaum möglich. Gustav Freytag (1816–1895) verstand Dramentheorie als Gebrauchsanleitung und Bauplan für Theaterstücke. Sein Ideal eines einheitlichen, geschlossen aufgebauten Dramas brachte er jedoch ausdrücklich mit der nationalen Einheit der Deutschen in Zusammenhang (die mit der Reichsgründung 1871 verwirklicht wurde).
Sein Buch Die Technik des Dramas (1863) ist als Lehrbuch für Dramatiker verwendbar und hatte daher großen Einfluss. Freytag versuchte in der Zeit des Historismus an die antiken und klassizistischen neuzeitlichen Dramentheorien anzuknüpfen und entwarf eine stark schematisierte und daher besonders gut verständliche Vorstellung vom „Drama“. Er prägte vor allem die Vorstellung vom „pyramidalen Aufbau“ der Handlung. Er stellte das fünfaktige Drama als Modell heraus und schilderte die Folge der Akte als Spannungsverlauf: I. Exposition, II. Steigende Handlung mit erregendem Moment, III. Höhepunkt und Peripetie, IV. Fallende Handlung mit retardierendem Moment, V. Katastrophe.
Ob Freytags Darstellung tatsächlich vorbildlich ist und wie weit sie auf antike oder zeitgenössische Vorbilder überhaupt zutrifft, ist kontrovers diskutiert worden.

### Wagner
In der italienischen Tradition seit etwa 1600 war die Oper mehr oder weniger gleichbedeutend mit dem Drama. Sie konnte das Schauspiel zuweilen auch außerhalb Italiens verdrängen. Nach 1800 verlor die italienische Oper jedoch an Einfluss. Dies ist der Ausgangspunkt von Richard Wagners (1813–1883) Dramentheorie, die er in Oper und Drama (1852) sowie in weiteren Schriften wie Das Kunstwerk der Zukunft darlegte. Im Unterschied zu Freytag betätigte sich Wagner als Revolutionär, der nach dem Scheitern der Märzrevolution 1848 mit zahlreichen politischen Schwierigkeiten zu kämpfen hatte. Das von ihm entworfene Konzept eines Gesamtkunstwerks war für ihn ein Gesellschaftsmodell, als „Genossenschaft“ von Gleichrangigen und Gleichgesinnten, das sich der fortbestehenden feudalen Gesellschaft entgegenstellen sollte.
Wagner verstand die Oper ebenso wie das Schauspiel als verunglückte Wiederbelebungen des antiken Dramas. Seine eigenen Opern stellt er dagegen als das eigentliche erneuerte Drama dar, in dem die Musik und vor allem der Chor wieder eine der griechischen Tragödie entsprechende Rolle finden sollten. Den Chor machte er dabei zum melodramatisch kommentierenden Orchester. Friedrich Nietzsche unterstützte ihn mit seiner Schrift Die Geburt der Tragödie aus dem Geiste der Musik (1872). Dass Wagner auch den religiösen Stellenwert des athenischen Dramas mit seinen Werken erneuern wollte, wurde zum Gegenstand heftiger Kritik.

## 20. Jahrhundert

### Brecht
Bertolt Brecht (1898–1956) stellte sich mit seiner Dramentheorie gegen den Naturalismus, den er als Inbegriff eines bürgerlichen Illusionstheaters empfand, das vor den aktuellen sozialen und politischen Ereignissen die Augen verschließen wolle. Er sah die aristotelische Dramentheorie in der Nähe der Einfühlungstheorie, die Ende des 19. Jahrhunderts populär war, und wollte sich dagegen richten. Sein „nicht-aristotelisches Theater“ wendet sich weniger gegen Aristoteles selbst als gegen dessen Deutungen in der damaligen Ästhetik.
Brechts Episches Theater ist ein Widerspruch in sich, weil das erzählerische Epos ein Gegenteil des Dramas ist. Er macht den Widerspruch jedoch fruchtbar, indem er den Darstellern ein illusionistisches Nachahmen verbietet und stattdessen ihre Distanz zum Dargestellten fordert. Sie sollen sich ständig überlegen, ob die Handlungsweise ihrer Figur auch ihrem (sozialen) Verantwortungsgefühl entspricht. Der Dramatiker fördert dies durch Verfremdungseffekte wie ein Heraustreten der Darsteller aus der Handlung.

### Dürrenmatt
Friedrich Dürrenmatt (1921–1990) stand unter dem Erlebnis des Zweiten Weltkriegs und der Atombombe. Er widmet sich in seinen dramentheoretischen Texten (Theaterprobleme, 1955) wiederum dem Gegensatz zwischen Tragödie und Komödie, setzt sich mit dem Epischen Theater Brechts auseinander, befürwortet die Distanz des Darstellers und des Zuschauers zur Handlung, widerspricht aber dem von Brecht betonten Lehrgehalt des Dramas.
Für Dürrenmatt gibt es keine Tragödien mehr, da es die Repräsentationsmacht des Adligen oder des Feldherrn nicht mehr gebe, denn „die tragischen Helden sind ohne Namen“. Nur mit dem hergebrachten Komödienpersonal, mit dem „kleinen Schieber“, dem „Kanzlisten“ oder dem „Polizisten“ lasse sich die heutige Welt wiedergeben. Auch die eindeutige Schuldzuweisung der Tragödie sei nicht mehr möglich: „Alle können nichts dafür und haben es nicht gewollt.“ Daraus schließt er: „Uns kommt nur noch die Komödie bei“ – aber „wir können das Tragische aus der Komödie erzielen“. Der Weg dazu sei das Groteske.

### Esslin
Die zahlreichen Strömungen der modernen Dramatik, die sich nach 1900 aus der Avantgarde entwickelt hatten und sich sowohl gegen den Naturalismus als auch gegen ein lehrhaftes, sinngebendes und damit autoritäres Theater wandten, wurden von Martin Esslin (1918–2002) erfolgreich unter dem Begriff Das Theater des Absurden (1961) zusammengefasst. Seine Dramentheorie ist eine wissenschaftliche Beschreibung der kulturgeschichtlichen und philosophischen Strömungen, die hinter Autoren wie Eugène Ionesco oder Samuel Beckett stehen.

### Strukturalistische Ansätze
Die strukturalistischen Ansätze bis in die 1970er Jahre hatten einigen Einfluss auf die Literatur- und Sprachwissenschaft, ignorierten aber das Drama weitgehend. Die Bedeutung der literaturwissenschaftlich gebildeten Dramaturgen im deutschsprachigen Theater hat strukturalistische Analysen von Dramentexten allerdings in die Theaterpraxis einfließen lassen, und einzelne Literaturwissenschaftler wie die Slawistin Herta Schmid haben sich um eine „strukturalistische Dramentheorie“ bemüht. Dabei wird versucht, die Struktur des Dramas in einem Akt der genauen Lektüre eingehender zu analysieren. Es treten Aspekte des Dramentextes in den Vordergrund, die bei einer auf „Inhalte“ ausgerichteten Betrachtungsweise unbeachtet bleiben; so werden unterschiedliche Editionsformen nach ihrer Bedeutung befragt ebenso wie Paratexte (z. B. Mottos oder Widmungen).

### Abwendung vom Drama als Text
Um dem plurimedialen Charakter des Dramas gerecht zu werden, lenkt die Theatersemiotik vor allem seit Beginn der 1980er Jahre verstärkt den Blick auf die Aufführungssituation. Auf der Grundlage einer Lehre von den Zeichen rücken die theatersemiotischen Ansätze die physische Realität der Aufführung in das Zentrum ihrer Betrachtung. Diese materialisiert sich beispielsweise in Gestik, Kostümen oder Choreografien und wird dann in einer Art semiotischer Exegese als interpretierbare Zeichen- oder Textstruktur verstanden. Diese Art Aufführungsanalyse geht in jüngere Ansätze über, die sich allgemeiner mit einer „Ästhetik des Performativen“ (Fischer-Lichte) beschäftigen.
In neueren Ansätzen wird nicht mehr wie in theatersemiotischen Konzepten die Position vertreten, dass die theatralen Zeichen notwendig Bedeutungsträger sind. Sie betonen jedoch die Dynamik und die Zufälligkeiten der Aufführung, die nicht in all ihren Aspekten planbar ist und von den Zuschauerreaktionen oder den Darstellungsweisen der Schauspieler abhängt. Die Schauspieler spielen nicht nur ihre jeweilige Rolle, sondern werden „in ihrer spezifischen Körperlichkeit als Spielende wahrgenommen“. Die Bedeutung des Dramas entsteht dementsprechend aus einem „Wechselspiel von Text und körperlichem Spiel“, das heißt sowohl aus Geplantem als auch aus Ungeplantem.
Die Beschäftigung mit der Ästhetik des Performativen weitet darüber hinaus den am Drama geschulten analytischen Blick auf theatrale Ereignisse jenseits des Theaters aus. Dabei werden zum Beispiel Formen des Alltagsverhaltens nach Ansätzen des Soziologen Erving Goffman als Inszenierungen angesehen und auf ihre Theatralität hin analysiert.
Auch die Auseinandersetzung mit dem „postdramatischen Theater“ verlässt den Boden der klassischen Dramentheorie, indem sie sich in wachsendem Maße Inszenierungen zuwendet, die nicht mehr auf einem Textsubstrat basieren – zum Beispiel der Performance-Art. Die dramentheoretische Diskussion gegen Ende des 20. Jahrhunderts ist durch eine zunehmende Abwendung von der Textanalyse und eine Hinwendung zur Aufführungsanalyse gekennzeichnet.